# 레베딘

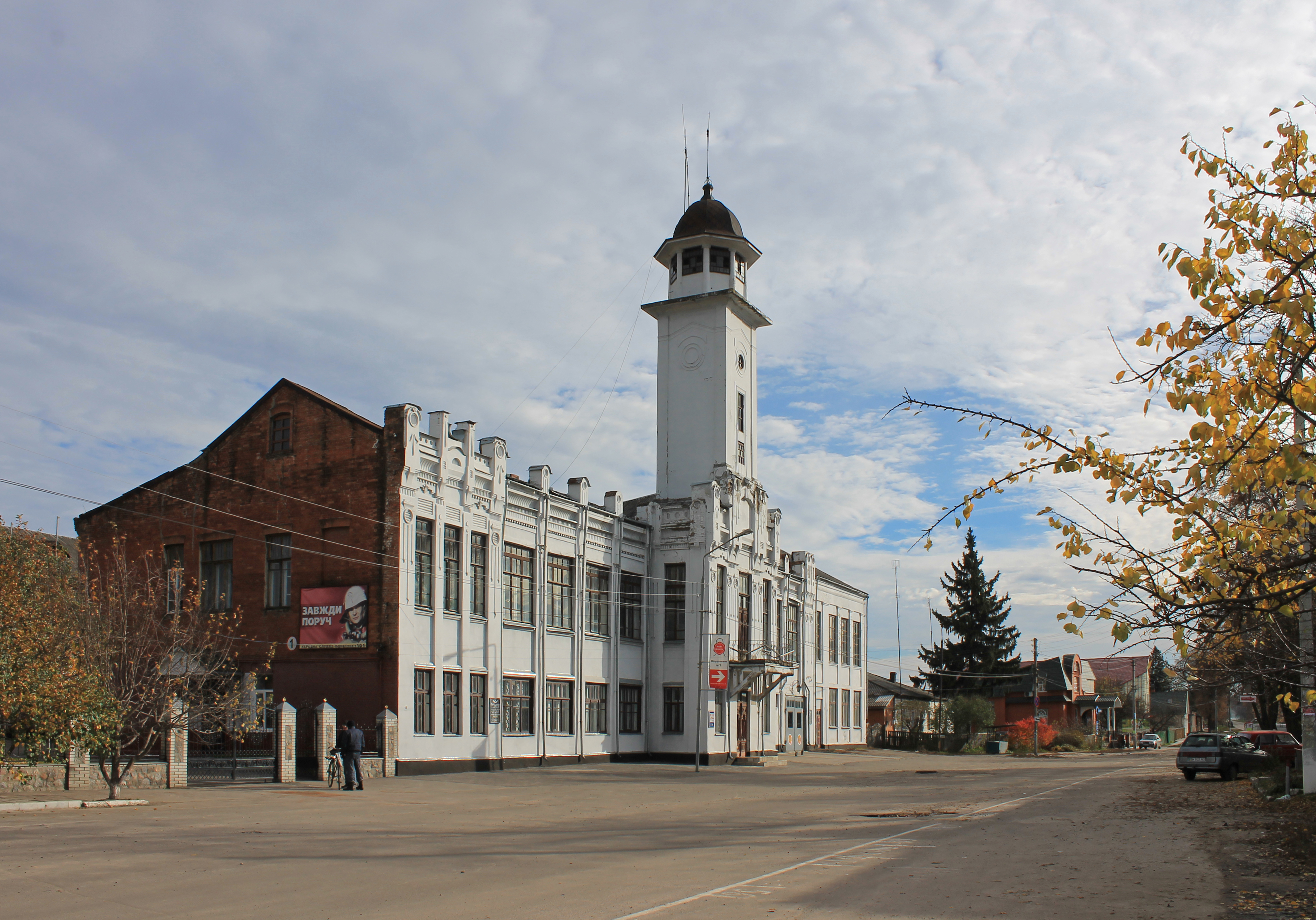

레베딘(우크라이나어: Лебедин)은 우크라이나 수미주에 있는 도시이다. 레베딘은 수미 라이온에 위치해 있다. 2020년 7월 이전에는 레베딘이 레베딘 라이온의 행정 중심지 역할을 했다. 행정적으로 중요한 도시로 통합되었으며 지역에 속하지 않았다. 인구: 23,892명(2022년 추정치). 근처에 공군 기지가 있다. 이 도시에는 기차역도 있다.

## 문화
지역역사관, 시립미술관, 도서관 3개소, 문화여가의 중심지, 어린이미술학교, 스포츠학교, 아동청소년창의의 집, 청년기술자 스테이션 등이 방문객을 맞이한다. 레베딘 미술관은 정신문화 부흥의 원점에 서 있는 대표적인 영성과 문화의 중심지이다.
레베딘에서는 아이들도 노래를 통해 도시를 찬양하고, 모범적인 아마추어 어린이 앙상블 "페예리"는 언제나 신입생을 반갑게 맞이한다. 아마추어 포크 성악 앙상블 "레베딘스카 피스니아"는 창의적인 아이디어를 실현하기 위한 영감의 원천이다. 민요에 대한 끊임없는 사랑이 흐르는 것은 바로 그들에게서이다. 해바라기 댄스 그룹의 리더인 이리나 카푸스타(Iryna Kapusta)는 도시 주민들뿐만 아니라 다른 지역 사람들에게도 잘 알려진 매우 흥미로운 댄스 작곡을 만든다.
B. R. 흐미리아 탄생 100주년을 기념하여 우크라이나 노래 축제 "영광스러운 동포의 이름으로"를 개최하는 것이 레베딘에서는 전통이 되었다.